# Ramillete de flores o colección de varias cosas curiosas
Ramillete de flores o colección de varias cosas curiosas (Madrid, Biblioteca Nacional, Ms 6001 (Ant. Q. 231)), es un pequeño manuscrito que contiene una antología poética y que incluye diez obras para vihuela de finales del siglo XVI. Constituye una de las pocas fuentes manuscritas para vihuela que se han conservado.

## El manuscrito
El tamaño del manuscrito es de 23 x 17 cm. Fue copiado en el año 1593, siendo por tanto, 17 años posterior al último de los libros publicados para vihuela: el libro conocido como El Parnaso (1576), del compositor Esteban Daza. El que esta fuente sea muy posterior a las otras conocidas, hace presuponer que todavía a finales del siglo XVI, la vihuela era un instrumento popular y que posiblemente han existido otras colecciones manuscritas similares a ésta.
Por el tipo de letra de algunas anotaciones se cree que procede de la Real Biblioteca. En el siglo XVIII fue encuadernado de nuevo y sus hojas renumeradas, ya que por aquel entonces ya se habían perdido 10 de sus folios, entre ellos, el folio número 275 donde estaba escrita la primera diferencia sobre la "Pavanilla". En el proceso de encuadernación, el volumen fue guillotinado. El guillotinado dejó intacto el texto literario pero afectó de forma importante a la parte musical, por lo que las obras requieren un trabajo de reconstrucción en su transcripción. 
El volumen se conserva actualmente en la Biblioteca Nacional de Madrid. La encuadernación actual es probablemente de finales del siglo XIX o principios del XX. En esta época, el volumen era ya conocido por los especialistas en literatura, pero no por los musicólogos. La primera noticia que se tiene de él, en el aspecto musical, se debe a José Romeu Figueras en su libro sobre el Cancionero de Palacio, donde alude a sus obras musicales en tablatura. Fue esta cita la que llevó al musicólogo Juan José Rey Marcos (también conocido como Pepe Rey) a consultar el ejemplar y publicar en 1975 un estudio y transcripción en su libro Ramillete de Flores, música española del siglo XVI, para vihuela, laúd o guitarra, dando a conocer el manuscrito en el terreno musical a partir de entonces.

## Las obras
El manuscrito contiene 10 obras, de las que 6 son diferencias, 2 son fantasías, una es un tiento y la restante un Pange lingua sobre la melodía española. Cuatro de las obras son anónimas y las restantes son de los siguientes compositores:
- López - Fue un músico del duque de Arcos, según refiere Juan Bermudo en su libro Declaración de instrumentos musicales publicado en 1555.
- Fabricio - De origen italiano. Posiblemente se trate de Fabrizio Fillimarino, laudista y guitarrista napolitano de la segunda mitad del siglo XVI.
- Francisco Páez - Es un músico completamente desconocido
- Luis de Narváez - Vihuelista muy conocido autor de Los seys libros del Delphin
- Mendoza - Seguramente Juan Andrés de Mendoza, hidalgo de Huesca, "extremado en cantar, tañer y danzar".

Los compositores pertenecen a varias generaciones. Como el manuscrito fue copiado en 1593 y Los seys libros del Delphin de Luis de Narváez fue publicado en 1538, se puede estimar que las obras fueron compuestas durante un espacio de unos cincuenta años.
A continuación se detallan las obras para vihuela que se hallan en el manuscrito. Los códigos en la columna de grabaciones se especifican más abajo, en la sección de "Discografía".
| N.º | Folio | Obra                                        | Compositor      | Género musical | Conc. | Grabaciones             | Comentarios |
| --- | ----- | ------------------------------------------- | --------------- | -------------- | ----- | ----------------------- | --- |
| 1   | 263v  | Fantasia                                    | Fabricio        | fantasía       |       |                         | Es la obra más larga y la más afectada por el guillotinado, ocasionando 24 lagunas en sus 240 compases. |
| 2   | 267   | Final de cualquier cosa o Tiento de vigüela | (Anónimo)       | tiento         |       |                         | Tiento de características similares a los de Alonso Mudarra. |
| 3   | 270   | Diferencias sobre la Pavanilla              | (Anónimo)       | diferencia     |       |                         | Originalmente había 6 diferencias, pero la primera de ellas, en el f. 269, se perdió por el guillotinado. La quinta diferencia aparece repetida en el f. 282 en medio del Pange Lingua.                                      |
| 4   | 272   | Cuatro differencias de folias               | (Anónimo)       | diferencia     |       |                         | Diferencias basadas en el famoso tema de la Folie d'Espagne. Presentan algunas afinidades constructivas con las Diferencias sobre la Pavanilla que la preceden, por lo que posiblemente estén compuestas por el mismo autor. |
| 5   | 273v  | Seis diferencias de bacas (I)               | Francisco Páez  | diferencia     |       | RIV                     | Otros autores como Luis de Narváez, Diego Pisador, Alonso Mudarra, Antonio de Cabezón y Luis Venegas de Henestrosa también escribieron obras basadas en el mismo tema de las vacas.                                          |
| 6   | 275   | Diez diferencias de folias                  | Mendoza         | diferencia     |       | WIL                     | Presentan un mejor tratamiento polifónico que las otras folías anónimas. |
| 7   | 278   | Cuatro diferencias de bacas                 | Luis de Narváez | diferencia     | DEL   |                         | Son las mismas diferencias sobre Guardame las vacas que aparecen en el libro VI de Los seys libros del Delphin con algunas pocas variantes y errores del copista.                                                            |
| 8   | 278v  | Seis diferencias de bacas (II)              | Francisco Páez  | diferencia     |       | JMM, RIV                | |
| 9   | 280v  | Fantasia                                    | López           | fantasía       |       | FRE, WIL, MOR, FER, ESP | Francesco da Milano emplea el mismo tema en sus obras para laúd, Fantasía XXV y Ricercara LI. |
| 10  | 281   | Pange lingua sobre el contrabaxo            | (Anónimo)       | Pange lingua   |       |                         | Basada en el himno Pange lingua tradicional español. |

Concordancias con otras fuentes musicales:
- DEL - Los seys libros del Delphin, de Luis de Narváez

Además, entre los folios 267v y 269 se incluyeron tres poesías seguramente para ser cantadas y probablemente con acompañamiento de vihuela:
| Folio | Obra                                   | Comentarios |
| ----- | -------------------------------------- | --- |
| 267v  | La vella mal marida                    | Es una versión con el texto cambiado "a lo divino" de un conocido texto que ya fue utilizado en el Cancionero de Palacio en una obra compuesta por Gabriel (N.º 234), así como por los vihuelistas Luis de Narváez en Los seys libros del Delphin (N.º 28) y Enríquez de Valderrábano en su libro Silva de Sirenas (N.º 50) |
| 268v  | Glosa de Padilla sobre el bien dubdoso | El texto se debe a fray Pedro de Padilla |
| 269   | Glosa sobre a su albedrío              | Aparece como una obra anónima a 3v en el Cancionero de Medinaceli (N.º 41) |

## Discografía
- 1988 - [FRE] Armada. Music from the courts of Philip II and Elizabeth I. Fretwork. Michael Chance. Virgin Classics 90722.
- 1990 - [WIL] Vihuela Music of the Spanish Renaissance. Christopher Wilson. Virgin Veritas VC 7 91136-2
- 1994 - [MOR] La Guitarra Española I (1536-1836). José Miguel Moreno. Glossa 920103
- 1998 - [JMM] Canción del emperador. José Miguel Moreno. Glossa 920101
- 2000 - [FER] Valderrábano y los vihuelistas castellanos. Alfred Fernández. Unacorda UCR0012000.
- 2003 - [RIV] Tañer de gala. Juan Carlos Rivera. Cantus Records C 9631.
- 2006 - [ESP] Dezidle al cavallero. Obras para vihuela y guitarra barroca. Fernando Espí. Verso VRS 2043.